# Therese Brorsson
Therese Susanne Brorsson, född 21 december 1980 i Stockholm, är en svensk tidigare handbollsmålvakt.

## Klubbkarriär
År 2000 kom Therese Brorsson till Eslövs IK från Stockholmspolisens IF. Det blev tre framgångsrika år i klubben med två SM-guld 2002 och 2003. Efter andra guldet lämnade Therese Brorsson Eslöv för en proffskarriär i norska Skjeberg. Äventyret slutade med ekonomiska svårigheter för klubben. Spelarna slutade. Therese Brorson och Marina Elenmo hade tänkt stanna, men klubben sa upp deras lägenheter och då valde de andra klubbar. Therese Brorsson valde norska Gjerpen och hon stannade där i två rätt framgångsrika år. Resan gick till Team Esbjerg i danska ligan. Efter två år fick hon inte förlängt med Team Esbjerg och hamnade i tyska Borussia Dortmund. Klubben hade stora ekonomiska svårigheter och hamnade sist i tyska ligan. Brorsson valde att återvända till Sverige och det blev Eslöv. Två år i Eslöv blev framgångsrikare och Therese Brorsson avslutade med SM-final mot Sävehof 2011. Det blev förlust 23-25. Hon flyttade sedan åter till Stockholm och spelade i 2 år för Skuru innan hon avslutade handbollskarriären 2013. Efter karriären har hon varit expertkommentator på SVT.

## Landslagskarriär
Totalt spelade Brorsson 73 A-landskamper för Sverige åren 2002-2008. Brorsson spelade inte i junior eller U-landslag och är bara noterad för 2 U-landskamper. Debut i A-landslaget under åren i Eslöv 2002. Debutmatch 6 mars 2002 i Greve mot Danmark, förlust 23-30 med retur dagen efter 18-18 i Maribo. Sista landskampen i Nacka 23 maj 2008 mot Sydkorea förlust 28-31. Hennes mästerskapsdebut var i EM 2004 och hon deltog sedan i EM 2006 på hemmaplan. Hon spelade i slutet av premiärmatchen mot Ukraina 2006, där Sverige vann med 22-18. Sverige tog sig till mellanrundan vid EM 2006. Man vann sedan 2 matcher mot Danmark och Spanien men förlorade den avgörande matchen mot  Frankrike och fick spela mot Ungern om femteplats istället för semifinal. Sista landskampen spelade hon 2008 och hon deltog inte i OS 2008 eller EM 2008.